# بخش دهماجی
بخش دهماجی (به انگلیسی: Dhemaji district) یک منطقهٔ مسکونی در هند است که در Upper Assam واقع شده‌است. بخش دهماجی ۳٬۲۳۷ کیلومتر مربع مساحت و ۶۸۶٬۱۳۳ نفر جمعیت دارد.